# Coupe d'Europe des vainqueurs de coupe masculine de handball 2011-2012
Navigation
Coupe des Coupes 2010-2011 Coupe de l'EHF 2012-2013
La Coupe d'Europe des vainqueurs de coupe masculine de handball 2011-2012 est la 37e et dernière édition de la compétition. À compter de la saison 2012-2013, la compétition est fusionnée avec la Coupe de l'EHF.
Organisée par la Fédération européenne de handball (EHF), la compétition est ouverte à 35 clubs de handball d'associations membres de l'EHF. Ces clubs sont qualifiés en fonction de leurs résultats dans leur pays d'origine lors de la saison 2010-2011.
Elle est remportée par le club allemand du SG Flensburg-Handewitt, vainqueur en finale du tenant du titre allemand du VfL Gummersbach.

## Résultats

### Premier tour
| Équipe 1           | Score   | Équipe 2            | Aller | Retour |
| ------------------ | ------- | ------------------- | ----- | ------ |
| Dobroudja Dobritch | 45 – 70 | HC Ulim-Alexia      | 25-32 | 20-38  |
| MŠK Hlohovec       | 57 – 45 | Zemaitijos Dragūnas | 30-24 | 27-21  |
| KH Besa Famiglia   | 41 – 79 | HC Motor Zaporijjia | 19-35 | 22-44  |

### Seizièmes de finale

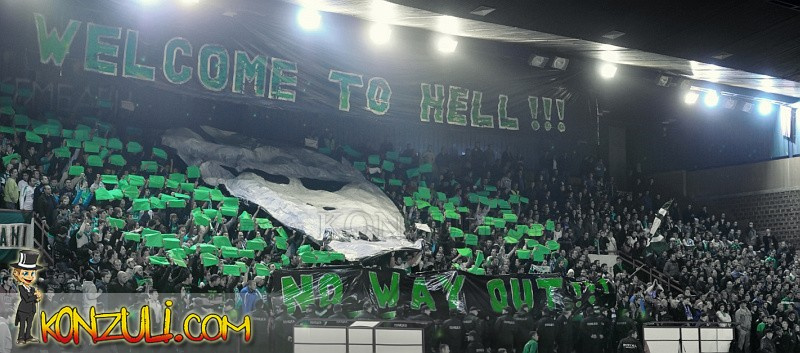
Les supporters du RK Pelister Bitola lors du match face au HC Meshkov Brest.

| Équipe 1                        | Score    | Équipe 2               | Aller | Retour |
| ------------------------------- | -------- | ---------------------- | ----- | ------ |
| HC Ulim-Alexia                  | 53 – 75  | Kaustik Volgograd      | 24-41 | 29-34  |
| ULZ Schwaz                      | 46 – 49  | RK Porec               | 23-24 | 23-25  |
| BM Aragón                       | 53 – 52  | RK Borac Banja Luka    | 31-21 | 22-31  |
| RK Lovćen Cetinje               | 35 – 51  | Benfica Lisbonne       | 21-25 | 14-26  |
| Maliye Milli Piyango SK         | 48 – 68  | VfL Gummersbach        | 25-27 | 23-41  |
| MŠK Hlohovec                    | 55 – 65  | AGF Aarhus Håndbold    | 34-34 | 21-31  |
| HC Meshkov Brest                | 53 – 45  | RK Pelister Bitola     | 27-20 | 26-25  |
| RK Celje                        | 71 – 41  | Handball Club Kehra    | 34-18 | 37-23  |
| Pallamano Intini Noci           | 54 – 62  | Pandurii Târgu Jiu     | 26-25 | 28-37  |
| Université européenne de Chypre | 43 – 54  | PLER KC Budapest       | 22-24 | 21-30  |
| BSV Berne                       | 66 – 58  | Kremer Hurry-Up        | 38-27 | 28-31  |
| ESN Vrilissia                   | forfait  | Lugi HB                | -     | -      |
| HCB OKD Karviná                 | 41 – 74  | SG Flensburg-Handewitt | 23-37 | 18-37  |
| United HC Tongeren              | 55 – 57  | Vojvodina Novi Sad     | 31-24 | 24-33  |
| HC Motor Zaporijjia             | 56E – 56 | ZTR Zaporijjia         | 25-25 | 31-31  |
| ØIF Arendal                     | 57 – 45  | Handball Esch          | 22-21 | 35-24  |

### Huitièmes de finale
| Équipe 1                        | Score    | Équipe 2               | Aller | Retour |
| ------------------------------- | -------- | ---------------------- | ----- | ------ |
| Energia Lignitul Pandurii Targu | 51 – 74  | Benfica Lisbonne       | 27-33 | 24-41  |
| HC Meshkov Brest                | 62 – 43  | Lugi HB                | 37-19 | 25-24  |
| VfL Gummersbach                 | 61 – 47  | ØIF Arendal            | 40-27 | 21-20  |
| AGF Aarhus Håndbold             | 46 – 49  | RK Celje               | 22-23 | 24-26  |
| HC Motor Zaporijjia             | 65 – 45  | Vojvodina Novi Sad     | 30-26 | 35-19  |
| BM Aragón                       | 55 – 46  | RK Porec               | 28-24 | 27-22  |
| BSV Berne                       | 52E – 52 | Kaustik Volgograd      | 26-25 | 26-27  |
| PLER KC Budapest                | 51 – 64  | SG Flensburg-Handewitt | 26-32 | 25-32  |

### Quarts de finale
| Équipe 1            | Score   | Équipe 2               | Aller | Retour |
| ------------------- | ------- | ---------------------- | ----- | ------ |
| HC Motor Zaporijjia | 62 – 66 | SG Flensburg-Handewitt | 30-39 | 32-27  |
| VfL Gummersbach     | 57 – 50 | BSV Berne              | 32-23 | 25-27  |
| HC Meshkov Brest    | 49 – 55 | BM Aragón              | 24-26 | 25-29  |
| RK Celje            | 59 – 54 | Benfica Lisbonne       | 29-23 | 30-31  |

### Demi-finales
| Équipe 1               | Score    | Équipe 2        | Aller | Retour |
| ---------------------- | -------- | --------------- | ----- | ------ |
| SG Flensburg-Handewitt | 70 – 64  | BM Aragón       | 39-30 | 31-34  |
| RK Celje               | 59 – 59E | VfL Gummersbach | 34-27 | 25-32  |

### Finale
| Équipe 1        | Score   | Équipe 2               | Aller | Retour |
| --------------- | ------- | ---------------------- | ----- | ------ |
| VfL Gummersbach | 61 – 66 | SG Flensburg-Handewitt | 33-34 | 28-32  |

La finale aller a eu lieu le 20 mai 2012 à dans la Eugen-Haas-Halle de Gummersbach devant 2 100 spectateurs et a vu la victoire du SG Flensburg-Handewitt 34 à 33 (mi-temps 17-16 pour Gummersbach) :
- VfL Gummersbach (33) : Somić, Rezar – Pfahl (9), Mahé (6), Wiencek  (4), Zrnić  (4), Anic (3), Schindler (3), Lützelberger  (2), Putics (2), Eisenkrätzer, Gaubatz, Krause  , Šprem
- SG Flensburg-Handewitt (34) : Andersson, Rasmussen – Eggert  (10), Mogensen  (7), Svan Hansen (6), Đorđić (4), Knudsen  (3), Kaufmann (2), Mocsai  (2), Heinl, Karlsson  , Szilágyi
- arbitres :  Slave Nikolov et Gjorgji Nachevski

La finale retour a eu lieu le 25 mai 2012 dans la Campushalle de Flensbourg devant 5 700 spectateurs et a vu la victoire du SG Flensburg-Handewitt 32 à 28 (mi-temps 16-11) :
- SG Flensburg-Handewitt (32) : Andersson, Rasmussen – Đorđić (8), Eggert (7), Svan Hansen (5), Mogensen   (3), Szilágyi (3), Heinl  (2), Kaufmann (2), Knudsen  (2), Dibbert, Karlsson, Mocsai
- VfL Gummersbach (28) : Somić, Rezar – Mahé  (9), Pfahl (6), Zrnić (5), Krause  (3), Putics (2), Anic  (1), Šprem (1), Wiencek   (1), Eisenkrätzer, Gaubatz, Lützelberger  , Schindler
- arbitres :  Oscar Raluy Lopez et Angel Sabroso Ramirez